# 사회 인지
사회심리학에서 사회 인식 또는 사회 인지(Social cognition)는 사람들이 다른 사람 또는 사회적 상황에 대한 정보를 처리, 저장 및 적용하는 방법에 초점을 맞춘 다양한 심리학 분야의 하위 주제이다. 이것은 사회적 상호 작용에서 인지 과정 역할(cognitive processes play)에 초점을 맞추고 있다.

## 예측
동물행동학이나 생물심리학 및 사회심리학등에서 사회인지(Social cognition)는 생명체들이 다른 생명체와의 관계 또는 외부환경의 상황에 대한 정보를 처리하는 과정과 비교해서 사회인지과정(Social cognitive processes)이 사회적 상호 작용의 역할(play)에서  보다 나은 선택지(better options)를 확보하고 생존과 번식을 위한 안정된 예측을 위해 작동한다고 가정하는데 주목한다.

## 같이 보기
- 인지과학
- 동인 이론
- 귀인 이론